# Socket 8
Socket 8 je patice procesoru x86 kompatibilní, která se pájí na základní desky osobních počítačů. Tato patice se používala výhradně pro procesory Pentium Pro, Pentium II OverDrive. Jejím nástupcem je Slot 1.

## Technické vlastnosti
- Je to unikátní obdélníková patice se 387 piny.
- Má propustnost 60 až 66 MHz.
- Podporované napětí je 3,1 nebo 3,3 V.
- Podporované procesory jsou pouze Pentium Pro a Pentium II OverDrive.